# Ротвейлер (фильм)
«Ротвейлер» (англ. Rottweiler) — фильм ужасов режиссёра Брайана Юзны, выпущенный в 2004 году. В России премьера фильма состоялась 19 июля 2005 года.

## Сюжет
В 2018 году преступник Данте попадает в концентрационный лагерь для незаконных иммигрантов на юге Испании. Воспользовавшись временной суматохой среди охранников, Данте и чернокожий заключённый, с которым он скован наручниками, совершают побег. За ними отправляется киборг-ротвейлер, который через несколько минут убивает чернокожего. Данте удаётся оторваться от погони и встретиться со своей девушкой по имени Ула. К несчастью, когда они пытаются пересечь границу Испании, их хватает полиция. Данте и тюремный надзиратель Борг вместе с псом-киборгом должны вернуться в лагерь, но преступнику удаётся убить тюремщика и вновь сбежать. Он узнаёт, что Ула в качестве наказания была отправлена работать проституткой в город Пуэрто-Анхель, и сам направляется туда. По пути измученному беглецу видятся различные галлюцинации и флэшбеки (оказалось, что когда Данте с Улой пересекали границу, он ранил ротвейлера, впоследствии ставшего киборгом). В финале Данте уничтожает преследующий его вертолёт с начальником лагеря на борту, и на фоне его горящих обломков сходится в битве с ротвейлером. Они оба гибнут. На следующее утро, пожарные обнаруживают останки Данте и Улы.

## В ролях
- Уильям Миллер — Данте
- Ирена Монтала — Ула
- Паулина Гальвез — Алия
- Пол Нэши — начальник тюрьмы Куфард
- Луис Омар — надзиратель Борг
- Ивана Бакеро — Эсперанца

## Критика
На сайте Allmovie фильм назвали «очевидным провалом Юзны, чьи прошлые успехи быстро канули в лету».